# Juncus kingii
Juncus kingii är en tågväxtart som beskrevs av Alfred Barton Rendle. Juncus kingii ingår i släktet tåg, och familjen tågväxter. Inga underarter finns listade i Catalogue of Life.